# غرب قنا
غرب قنا هي مدينة مصرية جديدة من مدن الجيل الرابع، تقع في محافظة قنا، وتتبع إدارياً لهيئة المجتمعات العمرانية الجديدة، أنشأت بقرار رئيس جمهورية مصر العربية رقم 168 لسنة 2017، تبلغ مساحتها حوالي 8971 فدان (36.30 كم²)، وتبعد عن مدينة قنا بحوالي 5 كم، ومخطط لها استيعاب 550 ألف نسمة.

## الموقع
تقع على بعد 5 كم جنوب مدينة قنا و 45 كم جنوب مدينة نجع حمادي/ يتميز موقع المدينة بالإتصال بشبكة طرق إقليمية والمتمثلة في الطريق الصحراوي الغربي قنا – القاهرة والطريق الصحراوي الغربي قنا الأقصر .

## المخطط العام
تبلغ المساحة الإجمالية لمدينة غرب قنا الجديدة 8971.11 فدان؛ لتستوعب مستقبلًا حوالي 550,000 نسمة، أي ما يُعادل 16% من سكان محافظة قنا.
تتنوع استعمالات الأراضي بها بين أنشطة سكنية بمحاور مختلفة، وتعليمية وتجارية وإدارية ويضم المخطط العام لمدينة غرب قنا ما يلي:
- مناطق إسكان بأنواعها.
- مناطق خدمات على مختلف المستويات التخطيطية.
- مناطق صناعية ومشروعات استثمارية.
- مسطحات خضراء.
- معارض وأسواق.

## البنية التحتية

### المياه والصرف الصحي
- محطة تنقية المياه بطاقة 34500 م3/يوم من إجمالي طاقة مخططة 172500 م3/يوم، حيث تم تنفيذ خط عاجل لتغذية المرحلة الأولي قطر 8 بوصات بالتنسيق مع شركة المياه والشرب والصرف الصحي بقنا ويتم ضخ المياه بانتظام.[7]
- محطة معالجة صرف صحي مدمجة (مؤقتة) بقدرة 1000 م3/يوم.

### الكهرباء
- تم تنفيذ شبكات الكهرباء لجزء من المرحلة الأولى بمساحة 430 فدانا (عمارات إسكان اجتماعى – عمارات سكن مصر – عمارات الإسكان المتميز – عمارات دار مصر)، حيث تم تنفيذ كابلات جهد متوسط بطول 125 كم وكابلات منخفض وإنارة بطول 65 كم.

## الخدمات
- تم الانتهاء من تنفيذ المباني الخدمية (سوق تجارية – حضانة – ملعب ثلاثي – مدرسة تعليم أساسي – وحدة صحية – قسم شرطة – وحدة إطفاء)، وجارٍ تنفيذ مسجد يسع 300 مصلي بالمنطقة (1) مجاورة (2) منطقة الفيلات.[8]